# Cirrhicera nigrina
Cirrhicera nigrina là một loài bọ cánh cứng trong họ Cerambycidae.